# Amydraulax pulchra
Amydraulax pulchra là một loài tò vò trong họ Ichneumonidae.